# أحمد حمدي البقلي
أحمد حمدي بن محمد علي باشا الحكيم ابن علي البقلي , عالم بالجراحة والطب من أهل مصر ومن أسرة حجازية حسينية النسب.
وكان مولده ووفاته بالقاهرة.
كان كاتبآ مجيدآ باللغتين العربية والفرنسيه.

## مؤلفاته
- تحفة الحبيب في العمليات الجراحية والأربطة والتعصيب
- التحفه العباسية في الأمراض التصنعية والإدعائية
- الراحة في أعمال الجراحة.[4]